# Голубев, Дмитрий Николаевич
Дми́трий Никола́евич Го́лубев (13 августа 1926 — 3 мая 2000) — советский военной моряк-подводник, Герой Советского Союза (25.11.1966). Капитан 1-го ранга (5.11.1964).

## Биография
Родился 13 августа 1926 года в Москве в семье служащего. Русский. Член КПСС с 1957 года. Окончил подготовительную школу лётчиков при ВМАТУ имени В. М. Молотова (август 1943 — июль 1944) и Бакинское военно-морское подготовительное училище (октябрь 1944 — август 1945).
В Военно-Морском Флоте с сентября 1945 года. В 1949 году окончил Каспийское высшее военно-морское училище имени С. М. Кирова, в 1954 году — Высшие специальные офицерские классы подводного плавания при 1-м Высшем военно-морском училище подводного плавания. Начал службу в ноябре 1949 года помощником командира катера «малый охотник» МО-638 3-го дивизиона малых охотников за подводными лодками 8-го ВМФ. В мае 1950 года переведён на средние дизельные подводные лодки Балтийского флота: командир БЧ-3 подлодки «С-84», с сентября 1954 старший помощник командира ПЛ С-163, с ноября 1955 старший помощник командира ПЛ С-172.
В августе 1956 года переведён на Северный флот, где стал одним из первых офицеров атомного подводного флота. Там он был назначен на строящуюся атомную подводную лодку «К-8» на должность старшего помощника командира, а с декабря 1960 года командовал этим кораблём. Выполнил на нём 5 боевых походов для отработки систем корабля. С мая 1962 года — старший помощник командира АПЛ «К-55», с августа 1963 — командир АПЛ «К-14».
В период с 30 августа по 17 сентября 1966 года одна из первых советских атомных подводных лодок «К-14» под командованием капитана 1-го ранга Дмитрия Голубева в одиночку совершила подлёдный переход из Северного Ледовитого в Тихий океан по Северному морскому пути (старший офицер на переходе — капитан 1-го ранга, командир 3-й дивизии атомных подводных лодок Северного флота Н. К. Игнатов). По пути следования совершила 19 всплытий в районе Северного полюса в поисках советской дрейфующей полярной станции Северный полюс-15 для оказания медицинской помощи одному из членов экспедиции.
Указом Президиума Верховного Совета СССР от 25 ноября 1966 года за успешное выполнение заданий командования и проявленные при этом мужество и героизм капитану 1-го ранга Голубеву Дмитрию Николаевичу присвоено звание Героя Советского Союза с вручением ордена Ленина и медали «Золотая Звезда» (№ 11386).
Продолжал командовать той же АПЛ, зачисленной в состав Тихоокеанского флота. Окончил Академические курсы офицерского состава при Военно-морской академии в 1968 году. С июля 1968 года — заместитель командира дивизии АПЛ ТОФ. С января 1970 года капитан 1-го ранга Голубев Д. Н. — в запасе. 
Работал начальником отдела Центрального совета ОСВОД, в СКВ Союзгеотехники. Жил в городе-герое Москве. Скончался 3 мая 2000 года. Похоронен в Москве на Ваганьковском кладбище, участок № 33.